# Pełnik europejski
Pełnik europejski (Trollius europaeus L.) – gatunek rośliny należący do rodziny jaskrowatych. Występuje w niemal całej Europie z wyjątkiem jej południowo-zachodnich krańców, na południu tylko w górach, oraz w zachodniej Syberii. W Polsce występuje na całym obszarze w rozproszeniu. Pełnik europejski nazywany jest również różą górską, górską różyczką lub różą żółtą, a także różą kłodzką i jest symbolem ziemi kłodzkiej od kilku stuleci.

## Morfologia

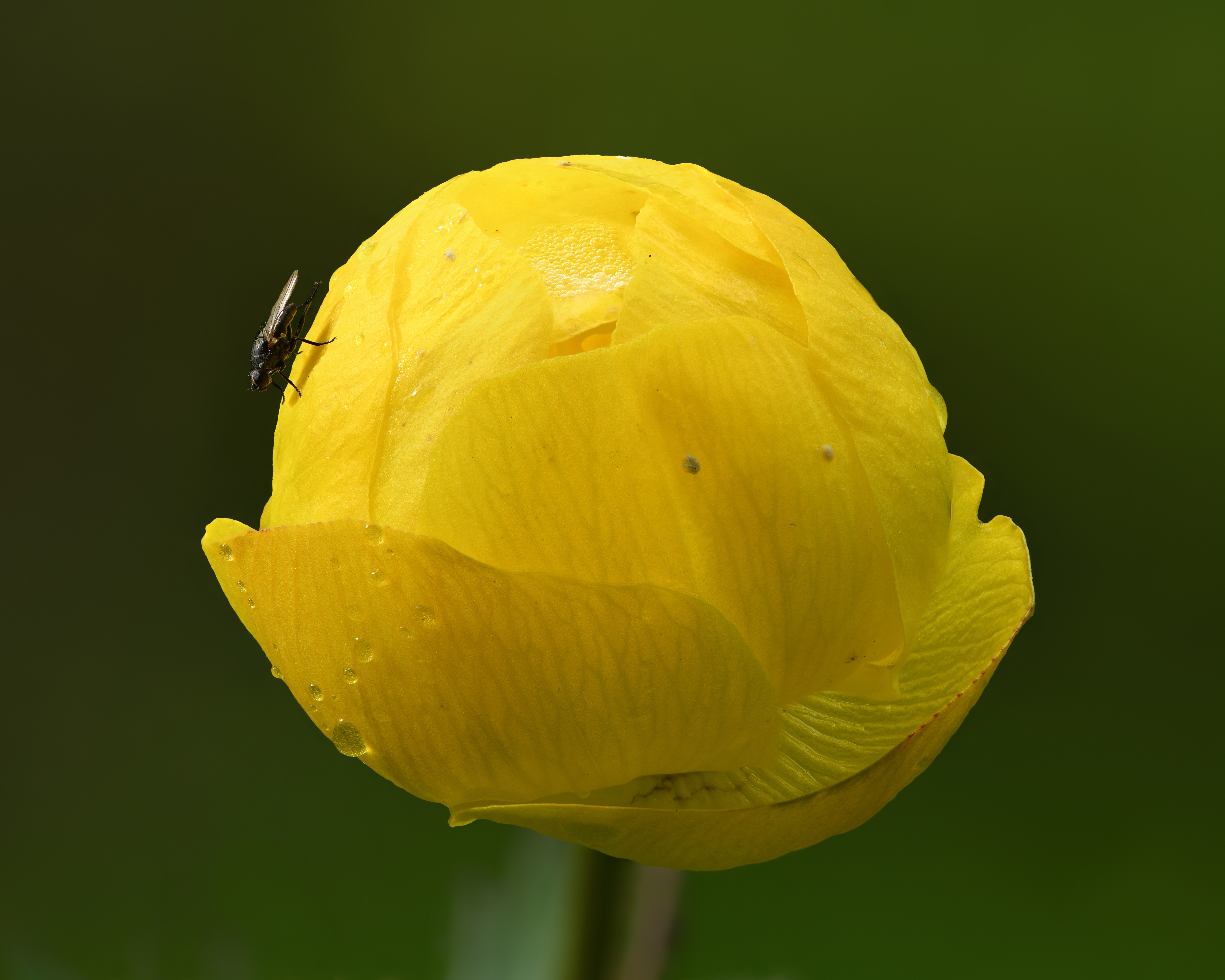
Kwiat

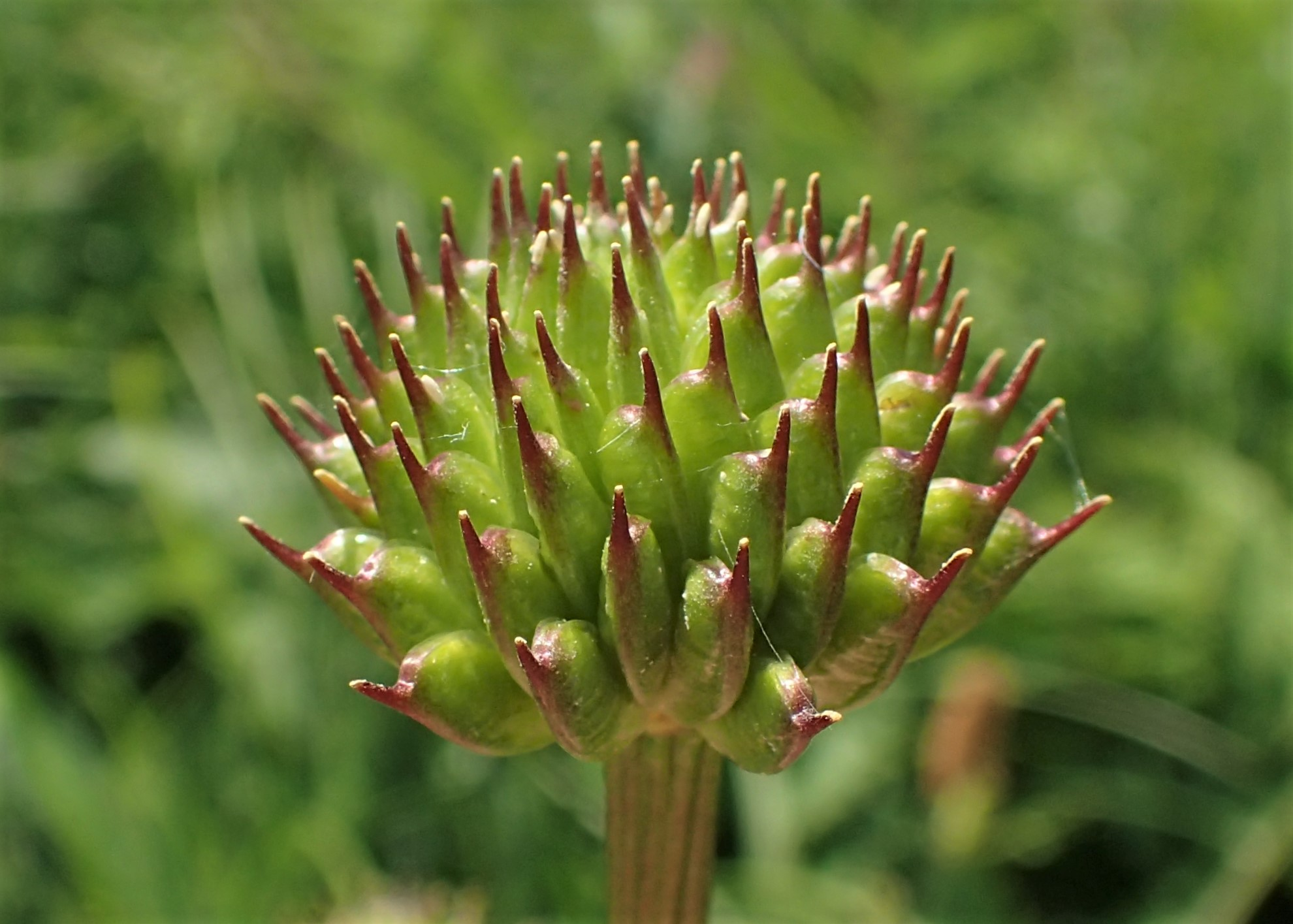
Owoc zbiorowy

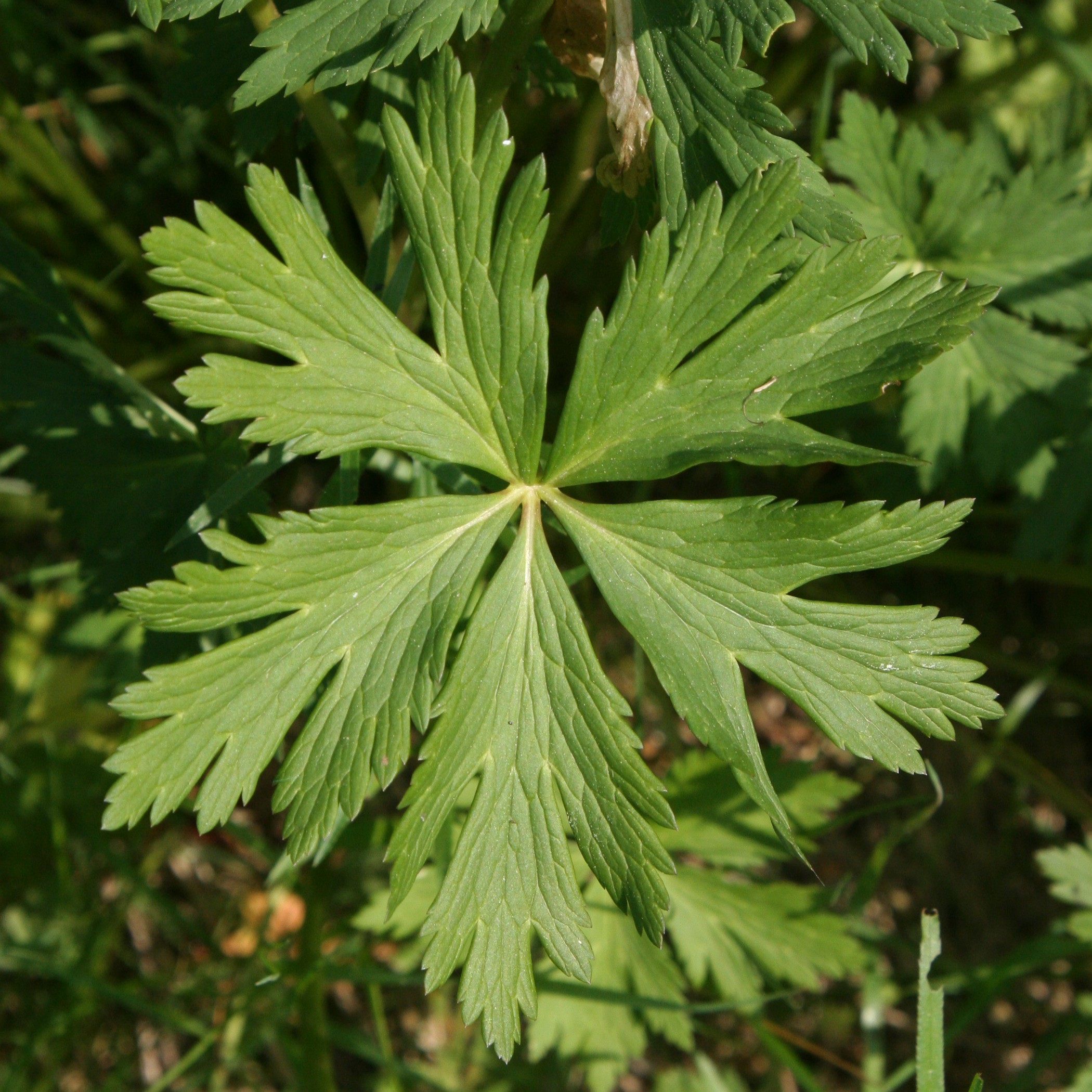
Liść

ŁodygaOsiąga 10–50 cm wysokości. Jest wzniesiona, nie rozgałęzia się, jest lekko łukowato wygięta.
LiścieDłoniasto podzielone, wcięte głęboko, aż do nasady (dłoniastosieczne). Składają się z 3–5 blaszek (5 blaszek mają tylko liście odziomkowe). Każda z blaszek jest nieco wcięta, lub ząbkowana. Wyrastają naprzemianlegle na łodydze. Dolne liście osadzone są na długich ogonkach, środkowe na krótszych, a najwyższe są siedzące.
KwiatyNa każdej łodydze występuje najczęściej 2–3 dużych (2,5–5 cm średnicy) kwiatów, dojrzewających stopniowo. Wyglądem kwiat przypomina małą różę. Jest kulisty i pełny – stąd nazwa rośliny. Okwiat nie jest zróżnicowany na kielich i koronę. Osadzone spiralnie listki okwiatu zaginają się do środka i dachówkowato zachodzą na siebie, chroniąc wnętrze kwiatu. Zewnętrzne listki okwiatu są duże i barwne, wewnętrzne są węższe i przechodzą stopniowo w miodniki z nektarem. Środek kwiatu wypełniają liczne pręciki i słupki.
OwoceZebrane w wielomieszek, poszczególne mieszki są wielonasienne. Mieszki są twarde, skórzaste, zwieńczone trwałą szyjką słupka. Nasiona są czarne.

## Biologia i ekologia

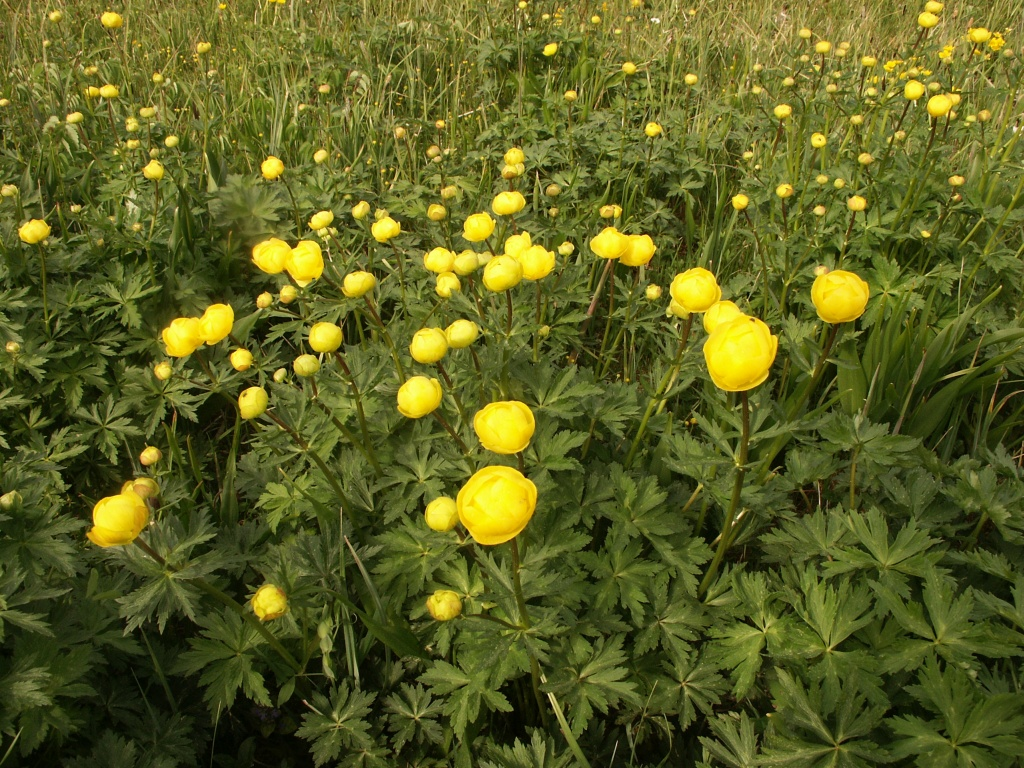
Pełnik europejski na łące

Bylina, hemikryptofit. Kwitnie w maju i czerwcu. Kwiaty zapylane są przez chrząszcze, błonkówki i muchówki, które przeciskają się pomiędzy płatkami, by dostać się do znajdujących się w środku miodników i pylników, przy okazji zapylając kwiat. Kwiaty wydzielają przyjemny, słaby zapach. Szybko przekwitają, ale na ich miejsce stopniowo zakwitają następne, tak, że okres kwitnienia jest długi. W czasie deszczu płatki kwiatów ciasno się stulają, chroniąc w ten sposób znajdujące się wewnątrz organy rozrodcze – pręciki i słupki. Przy trwającej przez dłuższy czas niepogodzie również powstają nasiona – w wyniku samozapylenia. Nasiona dojrzewają pod koniec sierpnia. 
Siedlisko: wymaga gleb wilgotnych i żyznych. Rośnie na łąkach bagiennych i górskich, torfowiskach, w lasach zalewowych, na brzegach potoków, w ziołoroślach. W górach Europy występuje do wysokości 3000 m n.p.m., w Polsce jego zasięg pionowy nie został dokładnie zbadany. W górach rośnie zarówno na wapieniu, jak i granicie.
W klasyfikacji zbiorowisk roślinnych gatunek charakterystyczny dla rzędu (O.) Molinietalia, Ass. Polygono bistortae-Trollietum.
Roślina trująca: Cała roślina jest lekko trująca. Zwierzęta nie zjadają pełnika.
Liczba chromosomów 2n= 16.

## Zagrożenia i ochrona
Roślina objęta ścisłą ochroną gatunkową. Umieszczona na polskiej czerwonej liście w kategorii VU (narażony).
Roślina dawniej była masowo wykopywana do przydomowych ogródków i zrywana na bukiety, co znacznie przyczyniło się do zmniejszenia jej liczebności. Część stanowisk chroniona jest w parkach narodowych i rezerwatach.

## Zastosowanie
- Roślina ozdobna, występuje w wielu odmianach, w tym pochodzenia mieszańcowego po skrzyżowaniu z pełnikami azjatyckimi[7]. Nadaje się do uprawy na rabatach lub na kwiat cięty. Rozmnaża się go z nasion lub przez podział, wymaga stanowiska słonecznego[14].